# سينباد
سينباد (بالإنجليزية: Sinbad) وإسمه الحقيقي ديفيد أدكنس (بالإنجليزية: David Adkins) هو ستاند أب كوميدي وممثل أمريكي ولد في يوم 10 نوفمبر 1956 في بلدة بينتون هاربور في ولاية مشغن في الولايات المتحدة، بدأت شهرته في عقد التسعينات أثناء تقديمه في برنامج ذا سينباد شو وألذي عُرض على قناة فوكس، مثل أيضاً في عدة أفلام أبرزها فيلم جينغل أول ذا واي مع أرنولد شوارزنيجر.

## وصلات خارجية
- سينباد على موقع IMDb (الإنجليزية)
- سينباد على موقع روتن توميتوز (الإنجليزية)
- سينباد على موقع ألو سيني (الفرنسية)
- سينباد على موقع ميوزك برينز (الإنجليزية)
- سينباد على موقع أول موفي (الإنجليزية)
- سينباد على موقع إن إن دي بي (الإنجليزية)
- سينباد على موقع ديسكوغز (الإنجليزية)
- سينباد على موقع قاعدة بيانات الفيلم (الإنجليزية)
- سينباد على موقع كينوبويسك (الروسية)

- سينباد على قاعدة بيانات الأفلام على الإنترنت